# Памятник неизвестному солдату (Ботевград)
Памятник неизвестному солдату (болг. Паметник на Незнайния войн), в прошлом — Памятник героям (болг. Паметник на героите), Памятник погибшим за Родину (болг. Паметник на загиналите за Родината) и Памятник погибшим за Отечество (болг. Паметник на загиналите за Отечеството) — болгарский памятник, находящийся в городе Ботевград на площади Неизвестного солдата. На памятнике изображены имена 39 офицеров и солдат, погибших на фронтах Первой и Второй Балканских войн и Первой мировой войны.
Памятник воздвигнут с помощью Орханийского общества офицеров запаса «Сурсувул», которому помогали община и граждане. Большое влияние оказал созданный в 1928 году Общегородской комитет экономического и культурного развития города и окрестностей. 20 октября 1929 года был торжественно открыт как «Памятник погибшим за Отечество», на церемонии присутствовали 20 тысяч жителей Ботевграда и соседних деревень.

## Описание
На южной стороне памятника изображены имена 39 офицеров и солдат из Ботевграда, которые погибли в трёх войнах с участием Болгарии — Первой и Второй Балканских войн и Первой мировой войны. Первым указано имя поэта Стамена Панчева, который был посмертно произведён в поручики. Наибольшее количество погибших солдат принадлежали к семьям Романских и Цагарских. На восточной, западной и северной стороне пьедестала изображены батальные сцены. Собственно памятник представляет собой солдата в полной воинской униформе и с винтовкой. Солдат смотрит в юго-юго-западную сторону, где по болгарским представлениям находятся болгарские земли Фракии и часть Македонии. Моделью для солдата послужил подпоручик Йордан Кюрпанов, который был участником этих войн и стал инвалидом, скончавшись в 1924 году. В городе Этрополь был создан похожий памятник, солдат также был списан с фото Йордана Кюрпанова. Воинская фигура была изготовлена из бронзы в Риме.

## Торжества
Традиционно у памятника на площади проходят военные парады 6 мая (День Святого Георгия), празднования 1 ноября и 24 мая. 9 сентября 1944 года здесь организационная группа Национального комитета Отечественного фронта сообщила о государственном перевороте и свержении прогерманских властей.